# Tajemnicze archiwum Shelby Woo
Tajemnicze archiwum Shelby Woo (ang. The Mystery Files of Shelby Woo, 1996–1998) – kanadyjsko-amerykański serial obyczajowy stworzony przez Alana Goodmana. Wyprodukowany przez Out of My Mind Productions.

## Emisja
Światowa premiera serialu miała miejsce 16 marca 1996 r. na amerykańskim kanale Nickelodeon. Ostatni odcinek został wyemitowany 25 października 1998 r. W Polsce serial nadawany był dawniej w Telewizji Wrocław.

## Obsada
- Irene Ng jako Shelby Woo (41 odcinków)[1]
- Pat Morita jako Mike „Dziadek” Woo (29)
- Adam Busch jako Noah Allen (21)
- Preslaysa Edwards jako Cindy Ornette (21)
- Ellen David jako detektyw Sharon Delancey (20)
- Steve Purnick jako detektyw Whit Hineline (21)
- Eleanor Noble jako Angie Burns (18)
- Marianne Stanicheva jako agentka Koznetova (?)
- Noah Klar jako Vince Rosania (20)
- Kokoa Woodget Aubert jako oficer policji (14)
- Angelo Tsarouchas jako detektyw Muldoon (12)
- Joshua Harto jako Will (6)
- Jennifer Finnigan jako Christie Sayers (3)
- Frank Fontaine jako szef Warren (3)
- David Siscoe jako policjant (3)
- Barrie Mizerski jako p. Krug (2)
- Travis Robertson jako Benny Boylan (2)
- Wilmer Calderon jako Kevin Crossland (2)
- Jessica Merrill jako Betsy Rowan (2)